# 嘉盛苑

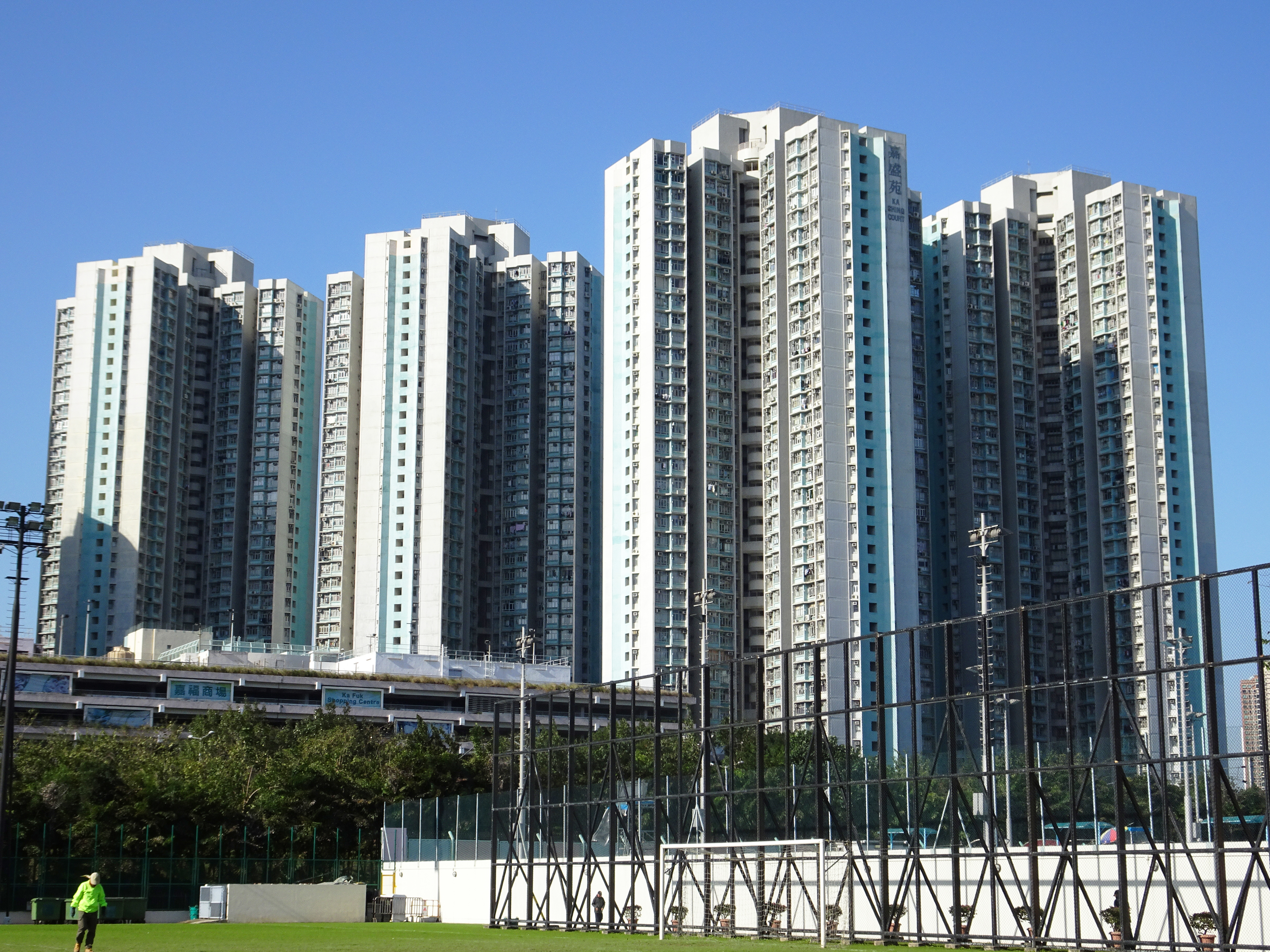
嘉盛苑外觀

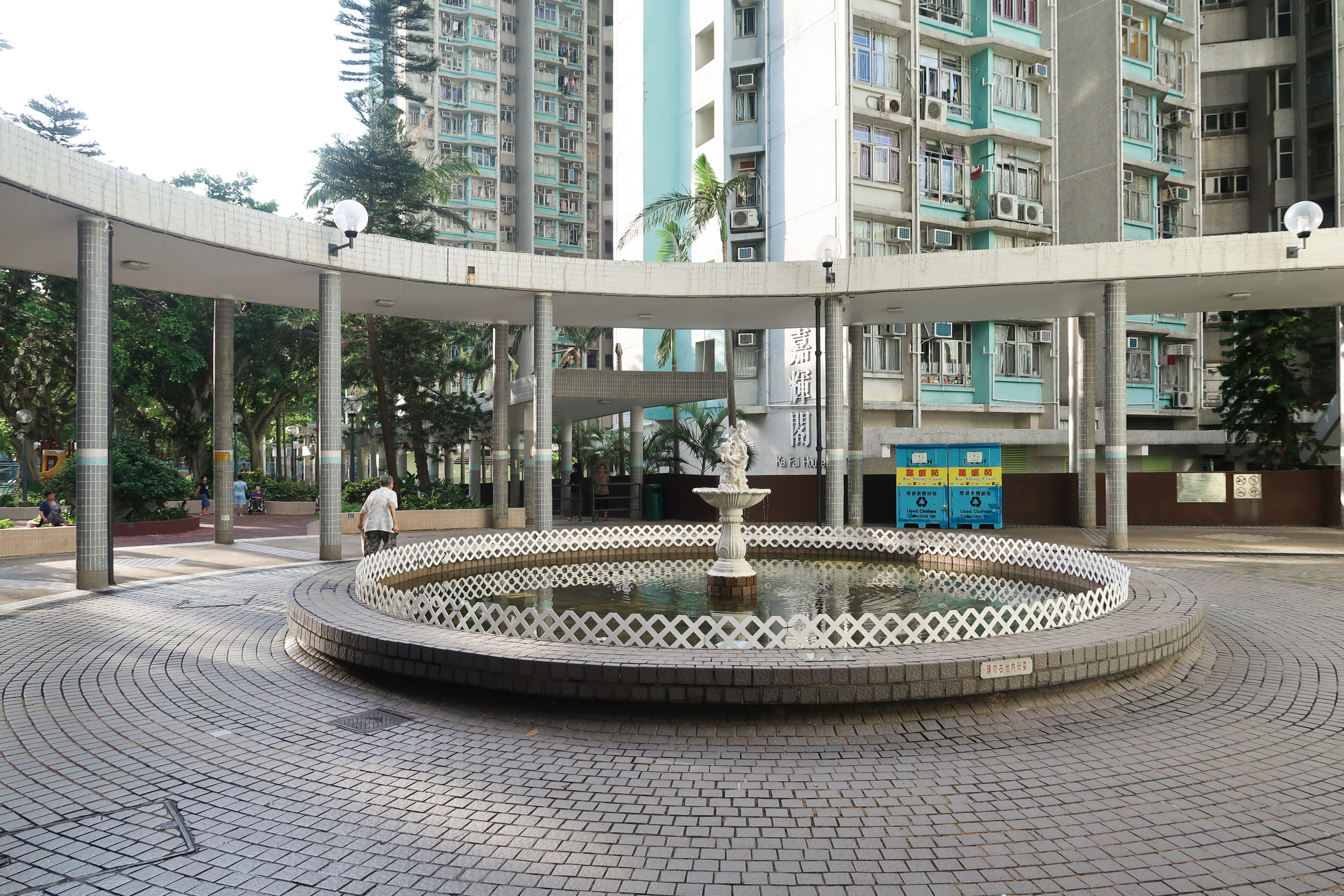
嘉盛苑水池

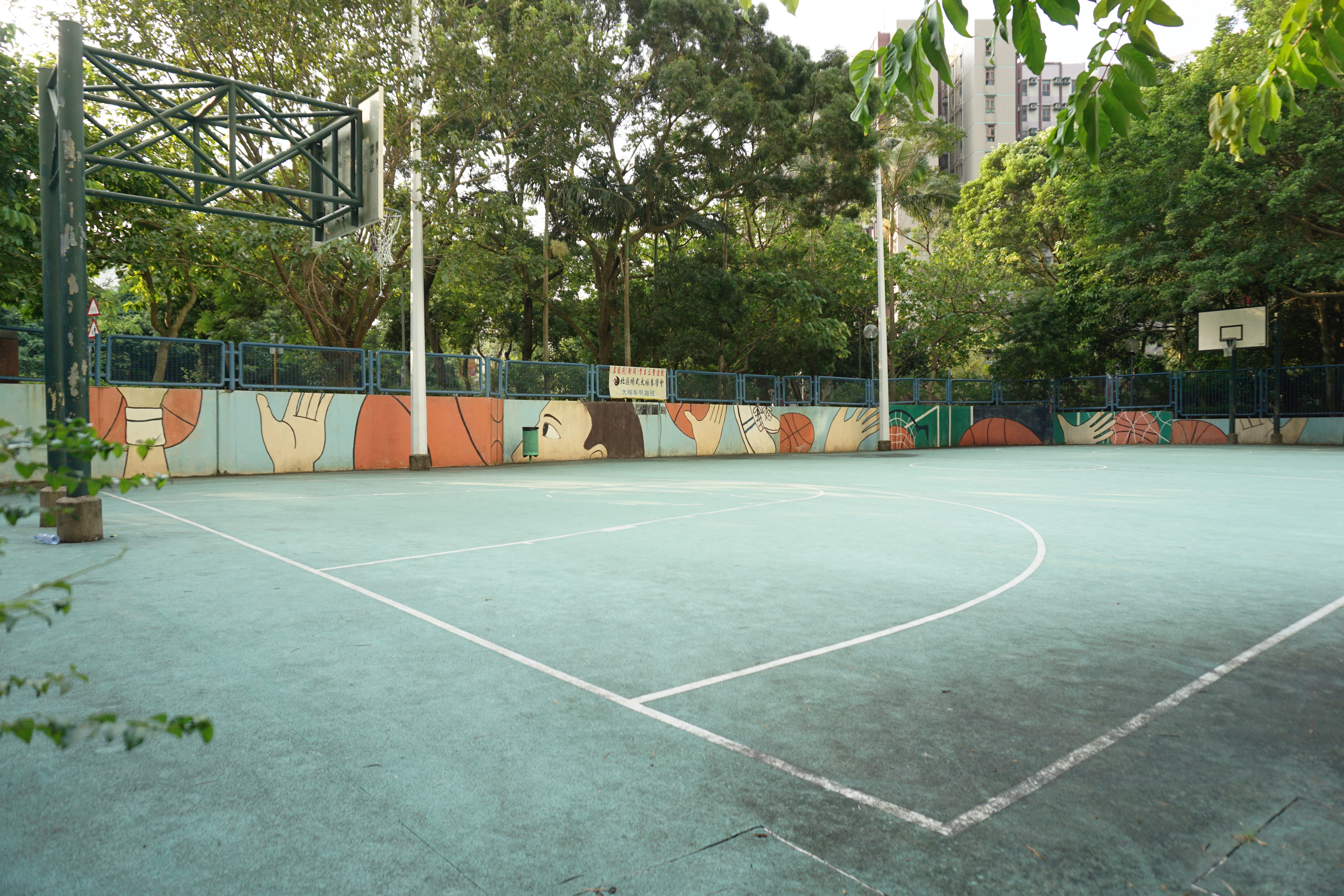
嘉盛苑籃球場

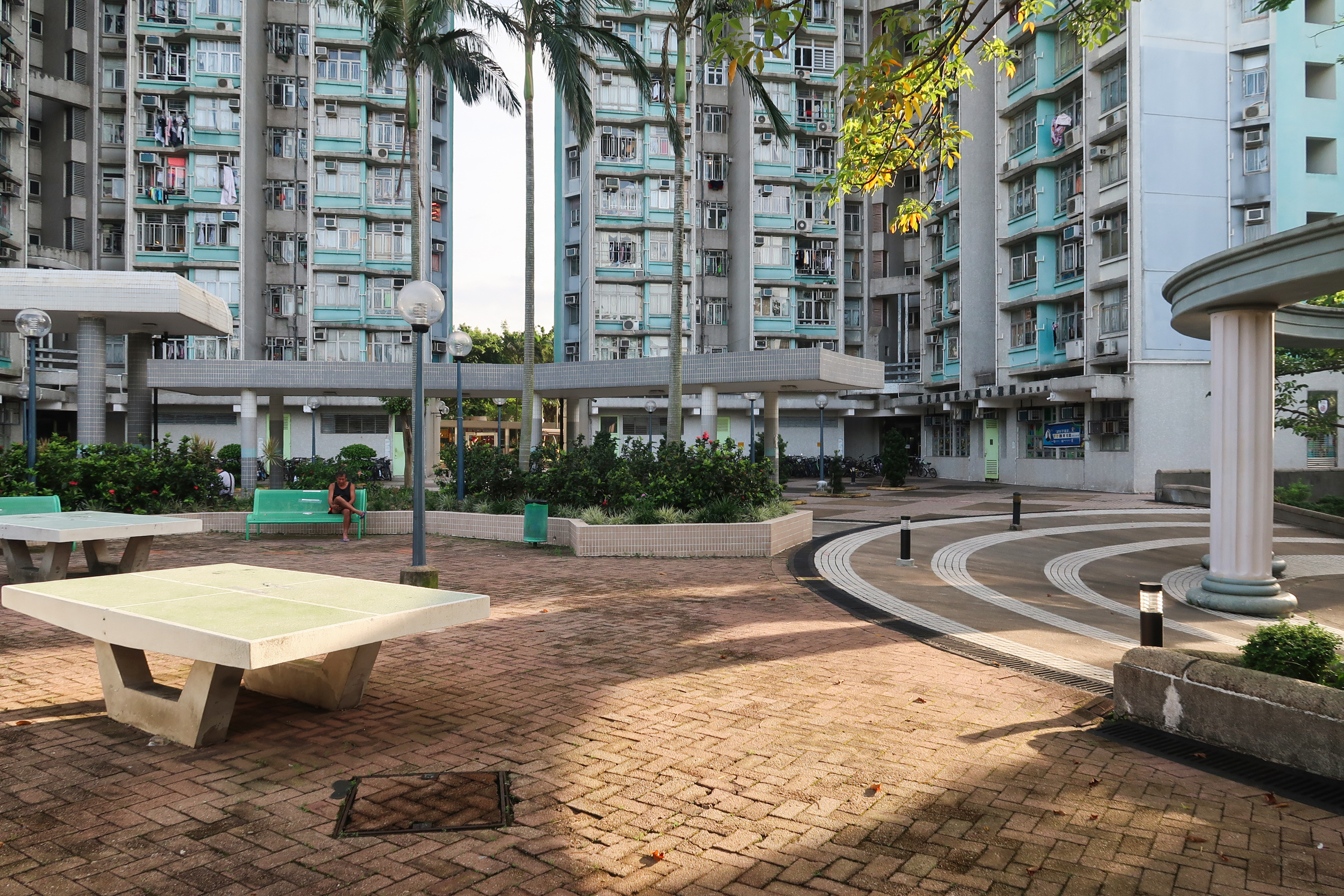
嘉盛苑的休憩空間設乒乓球枱

嘉盛苑（英語：Ka Shing Court）是香港一個居者有其屋屋苑，位於新界北區粉嶺西南部，距離粉嶺站約10分鐘步程。屋苑共4座樓宇，於1993年分兩期出售（居者有其屋計劃第15期甲、第15期乙）及於1995年入伙，首次推出時售價為573,200－1,037,200港元，現已成立業主立案法團，管理公司現為昇捷管理服務有限公司（前稱「新昌管理服務有限公司」）。

## 歷史
嘉盛苑與旁邊嘉福邨用地前身均為粉嶺『百福村』一部分，當時位處粉嶺丈量約份第51約（D.D. 51）的若干地段，位置約為現時粉嶺公路／東鐵綫路軌西南、蔚翠花園東南方、並由百和路包圍住的一片區域。該處最早可追溯至1905年公佈的集體官契，當時記載此處已有人居住，周邊大多為農地。
1977年，政府宣布開發粉嶺／上水新市鎮，而區內首個公共屋邨彩園邨於1982年入伙後，港府隨即於同年收回上水彩園邨至粉嶺和合石位於九廣鐵路路軌旁的土地以供興建粉嶺支路（即現時的粉嶺公路）及連接新界環迴公路，當中受影響而需少量清拆的包括百福村、上水吳屋村、粉嶺雞嶺村等。
百福村之後再獲規劃為『粉嶺／上水第39A區』，其中約三分二面積規劃用作興建公營房屋並由政府進行收地，其餘用作低密度私人住宅發展。
1990年，政府開始進行百福村內公營房屋地段的收地及清拆工程，並於1993年動工及接受申請，而相關公共屋邨及居屋地段亦分別命名為『嘉福邨』及『嘉盛苑』，並於1995年正式入伙。

## 屋苑資料

### 樓宇
| 樓宇名稱      | 樓宇類型                  | 落成年份 | 樓宇層數 | 每層伙數 | 每座單位總數（伙） | 建築師       | 承建商 | 提供升降機的廠商 |
| ------------- | ------------------------- | -------- | -------- | -------- | ------------------ | ------------ | ------ | ---------------- |
| 嘉明閣（A座） | 和諧一型第四款 （第一代） | 1995年   | 38       | 16       | 608                | 房屋署建築師 | 新福港 | 富士達           |
| 嘉輝閣（B座） | 和諧一型第四款 （第一代） | 1995年   | 38       | 16       | 608                | 房屋署建築師 | 新福港 | 富士達           |
| 嘉耀閣（C座） | 和諧一型第四款 （第一代） | 1995年   | 38       | 16       | 608                | 房屋署建築師 | 新福港 | 富士達           |
| 嘉揚閣（D座） | 和諧一型第四款 （第一代） | 1995年   | 38       | 16       | 608                | 房屋署建築師 | 新福港 | 富士達           |

### 設施
屋苑內設有單車停泊處、小型足球場、羽毛球場、乒乓球枱、籃球場及兒童遊樂場等設施。

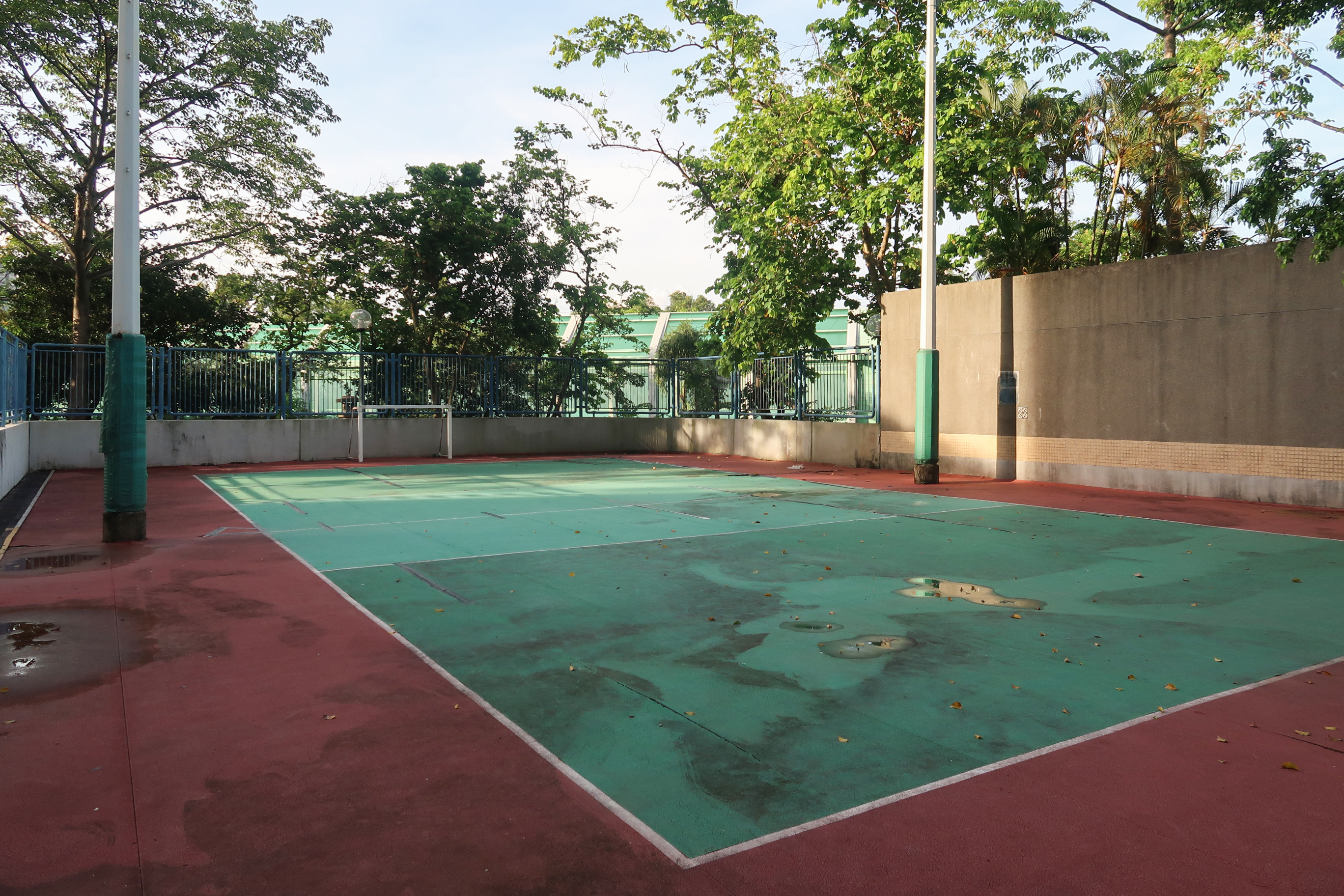
小型足球場
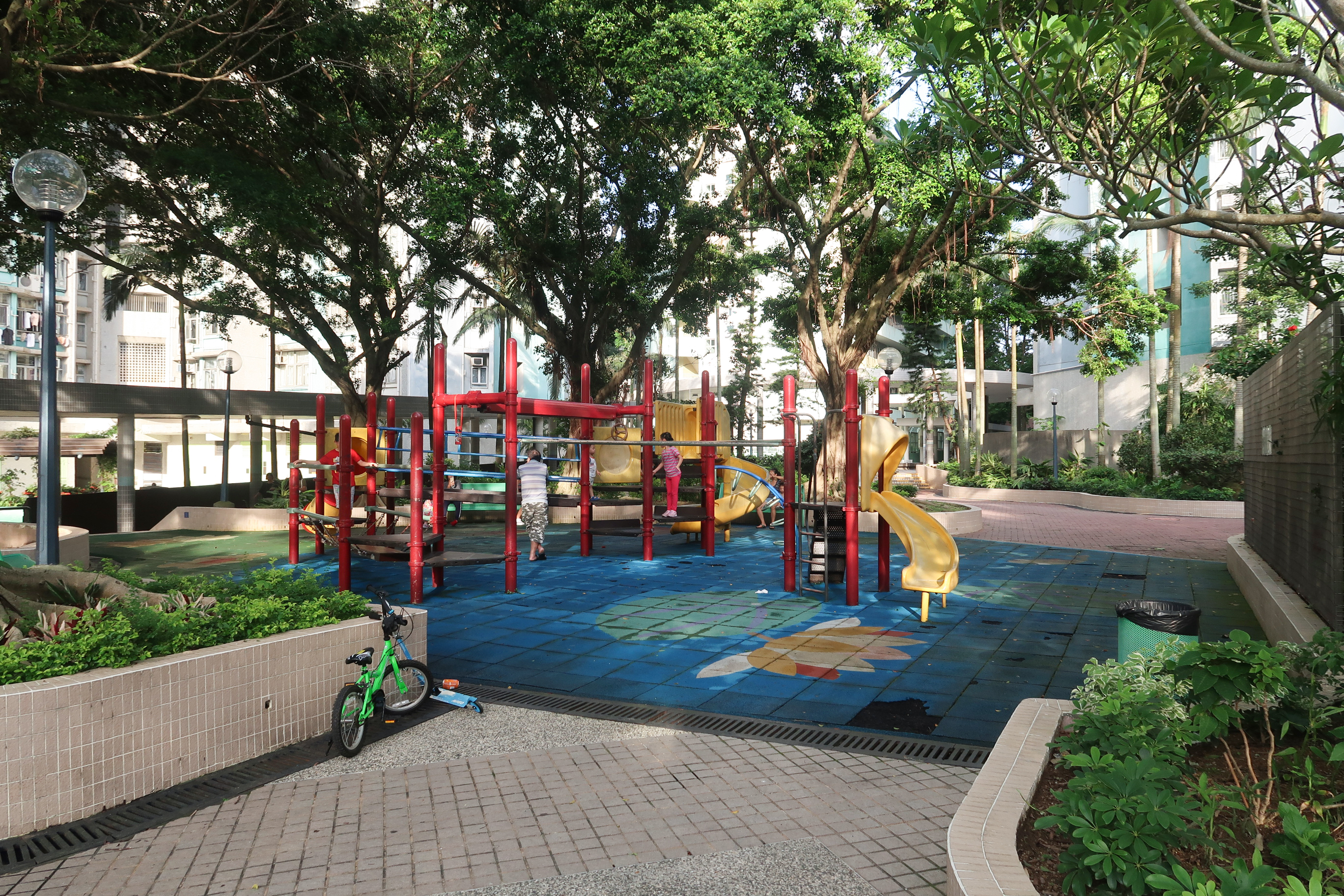
兒童遊樂場
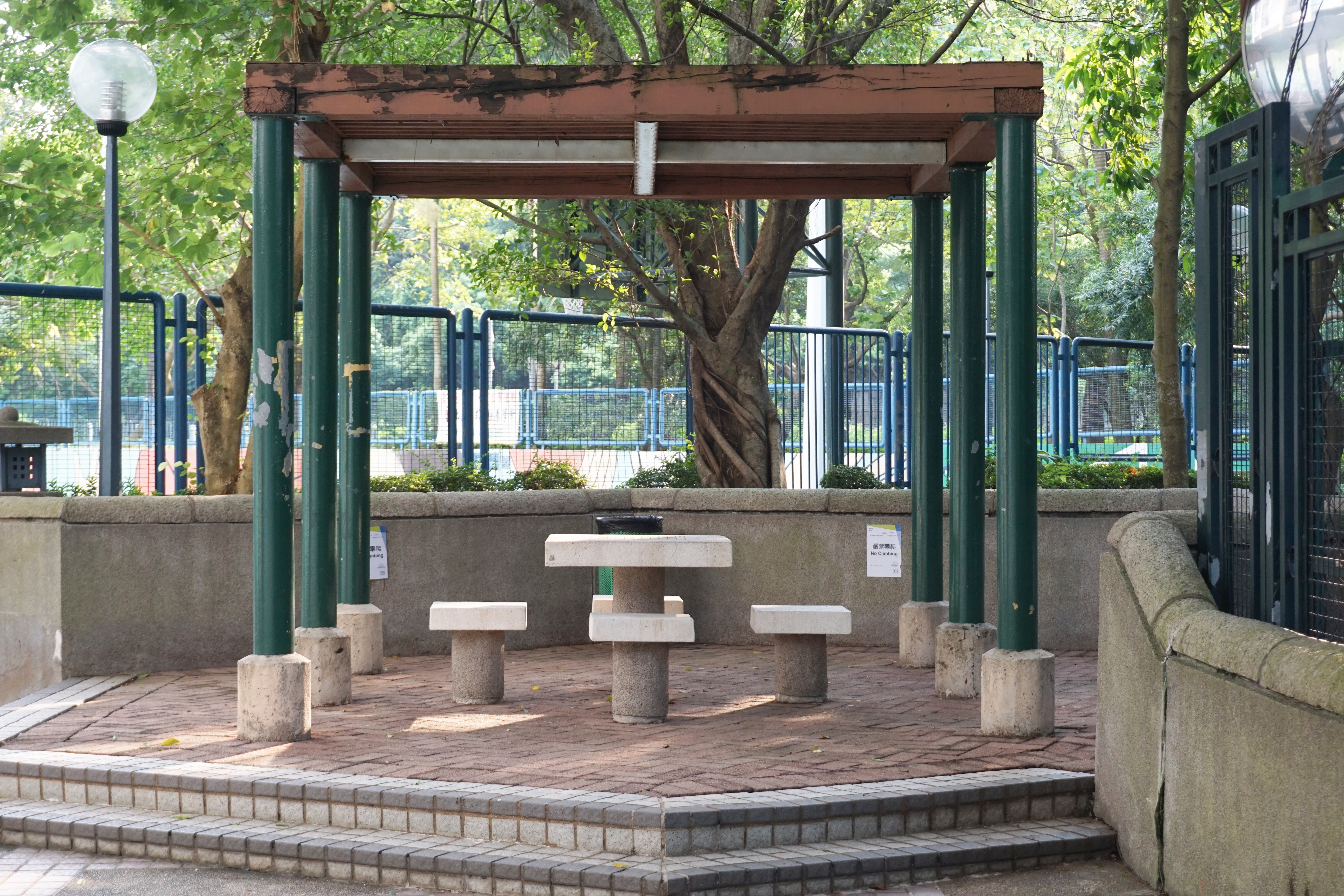
中國象棋石枱

## 毗鄰教育及宗教設施

### 幼稚園
- 保良局戴蘇小韞幼稚園（1995年創辦）（位於嘉盛苑嘉明閣地下，已遷入皇后山邨皇順樓平台，並更名為保良局葉吳彬彬皇后山幼稚園）
- 九龍城浸信會嘉福幼稚園 （页面存档备份，存于）（1995年創辦）（位於嘉盛苑嘉耀閣地下）
- 香海正覺蓮社佛教慧光嘉福幼稚園 （页面存档备份，存于）（2011年創辦）（位於嘉盛苑嘉揚閣地下）

### 基督教教會
- 嘉盛浸信會 （页面存档备份，存于）（2006年創辦，前身為1996年創辦的「九龍城浸信會嘉福幼稚園禮拜堂」）（位於嘉盛苑嘉耀閣地下）

## 選區
嘉盛苑現屬北區區議會轄下的盛福選區（N05），現任區議員為工聯會／民建聯成員溫和達。而在立法會地區直選當中，則屬於新界東（LC5）選區。
| 選區名稱 | 屆別           | 議員   | 政治聯繫 |
| -------- | -------------- | ------ | -------- |
| 粉上     | 1994年－1999年 | 彭坤祥 | 鄉事派   |
| 嘉福     | 2000年－2003年 | 岑永根 | 民主黨   |
| 嘉福     | 2004年－2007年 | 岑永根 | 民主黨   |
| 盛福     | 2008年－2011年 | 溫和達 | 民建聯   |
| 盛福     | 2012年－2015年 | 溫和達 | 工聯會   |
| 盛福     | 2016年－2019年 | 溫和達 | 工聯會   |
| 盛福     | 2020年－2023年 | 溫和達 | 工聯會   |